# Joseph Fontaine (communiste)
Pour les homonymes, voir Joseph Fontaine. Pour les autres personnes portant ce nom, voir Fontaine.
Joseph Fontaine, né le 3 janvier 1879 à Lourches et mort le 11 avril 1934 à Hénin-Liétard, était un mineur adhérent à la Section française de l'Internationale communiste. Il est tué au cours d'une bagarre avec des Camelots du Roi alors qu'il participait à une contre-manifestation antifasciste.

## Biographie
Il effectue son service militaire au 127e régiment d'infanterie de Valenciennes. Lorsqu'éclate la Première Guerre mondiale, il sert dans le 2e régiment d'infanterie avant d'être fait prisonnier et détenu pendant tout le reste du conflit. En janvier 1919, il s'installe durablement à Hénin-Liétard et travaille en tant qu'ouvrier mineur dans la fosse 7 des mines de Dourges. Après le congrès de Tours en 1920, Joseph Fontaine adhère au Parti communiste et se syndique à la Confédération générale du travail unitaire.

## La contre-manifestation du 11 avril 1934
Le 11 avril 1934, il participe à une contre-manifestation antifasciste contre la tenue d'une réunion privée de l'Action française au Palais des Fleurs à Hénin-Liétard. La contre-manifestation rassemble plus d'un millier de personnes tandis qu'une quinzaine de Camelots du Roi armés assure le service d'ordre dans le corridor qui conduit à la salle de réunion. Une trentaine de militants de gauche, dont certains armés, tente de forcer le passage. Joseph Fontaine fait partie des agresseurs. Il est tué d'une balle de revolver au cours de la bagarre avec les Camelots du Roi,.

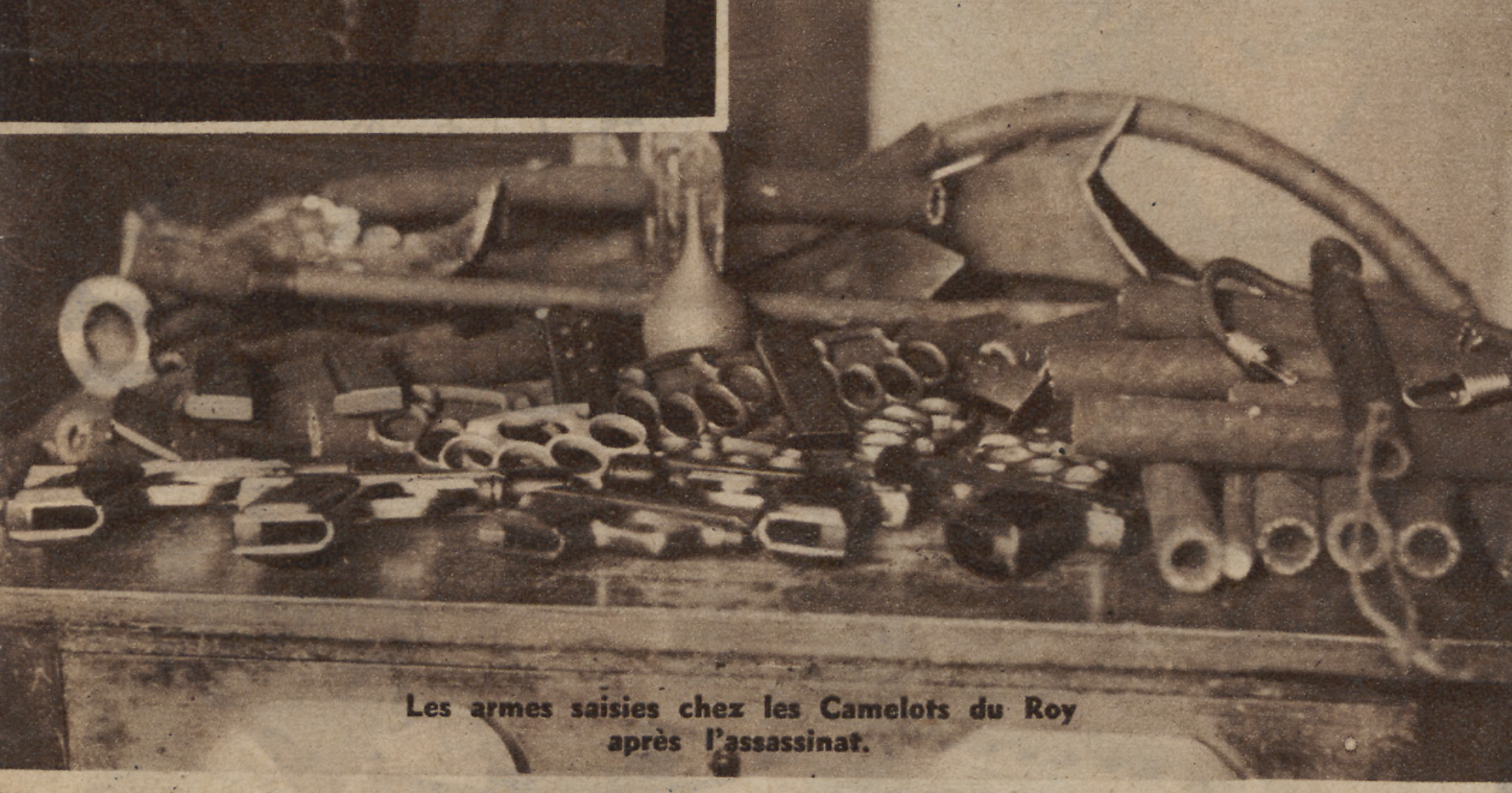
Armes des Camelots du Roi saisies par la police lors des bagarres d'Hénin-Liétard.

### Le procès
Un premier procès a lieu le 15 juin 1934 au tribunal correctionnel de Béthune. Six antifascistes et douze royalistes sont condamnés à des petites peines de prison pour coups et blessures ou port d’armes prohibées.
Les 20 et 21 juin 1934, deux autres Camelots du Roi sont sur le banc des accusés : Eugène Fritsch, inculpé du meurtre de Joseph Fontaine et Jean Théry, inculpé pour tentative de meurtre sur la personne de l’ouvrier Puchois sont jugés à la cour d'assises de Saint-Omer. Les accusés sont défendus par Marie de Roux, Charles Degrave et de l’Etoille qui invoquent la légitime défense. L'Action française se justifie en soulignant qu'il s'agit du « premier adversaire qui tombe sous les coups des Camelots du Roi » et que « toute la responsabilité de cette mort que l'AF fut la première à déplorer, retombe sur ceux qui, en faisant courir le bruit de la venue de Léon Daudet, excitèrent leurs partisans et donnèrent prétexte à leur odieuse agression contre nos amis »,. Ils sont acquittés mais Eugène Fritsch est sommé de verser 50 000 francs de dommages-intérêts à la veuve de Joseph Fontaine.

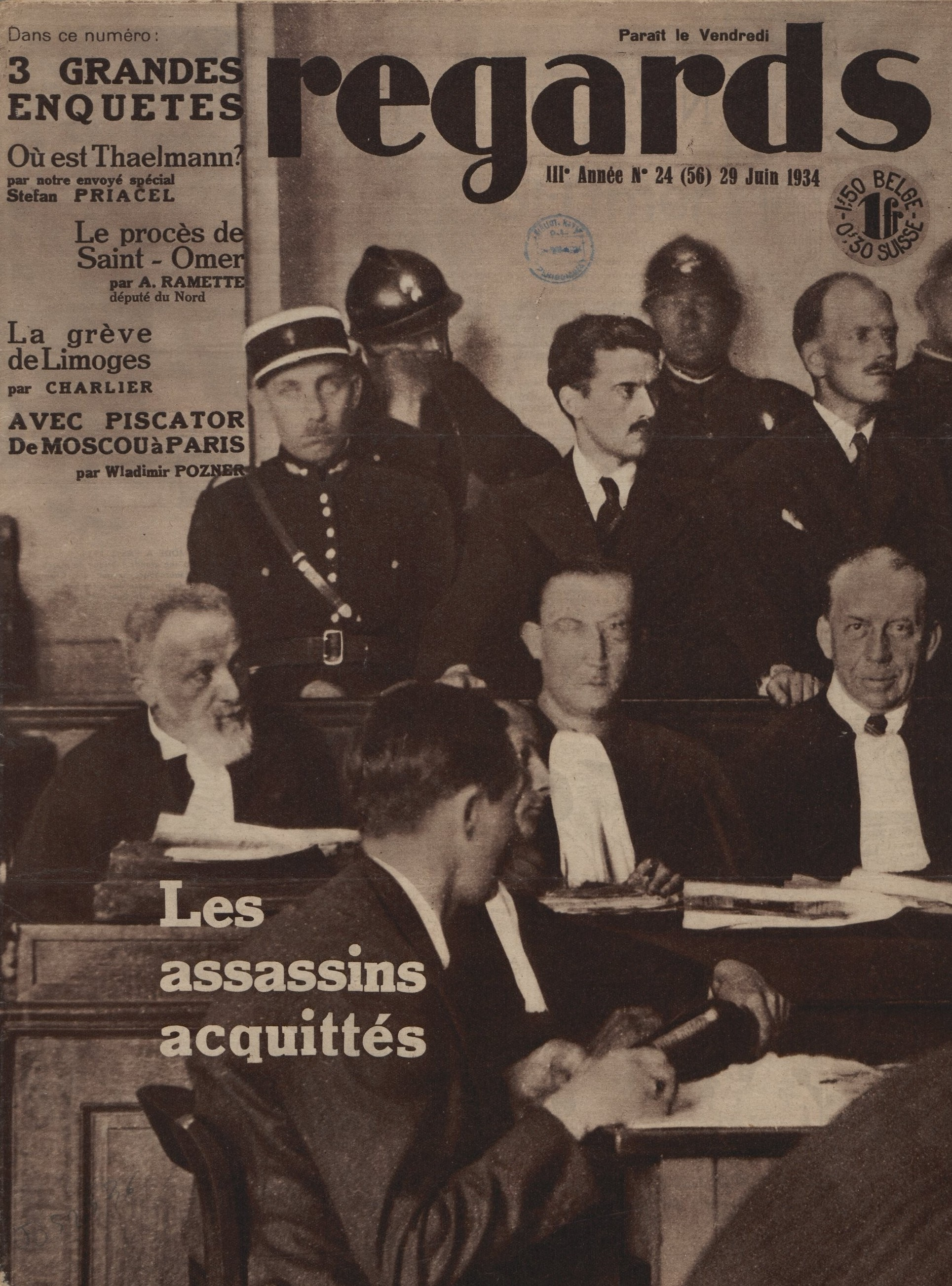
Eugène Fritsch et Jean Théry, Camelots du Roi, sont acquittés.
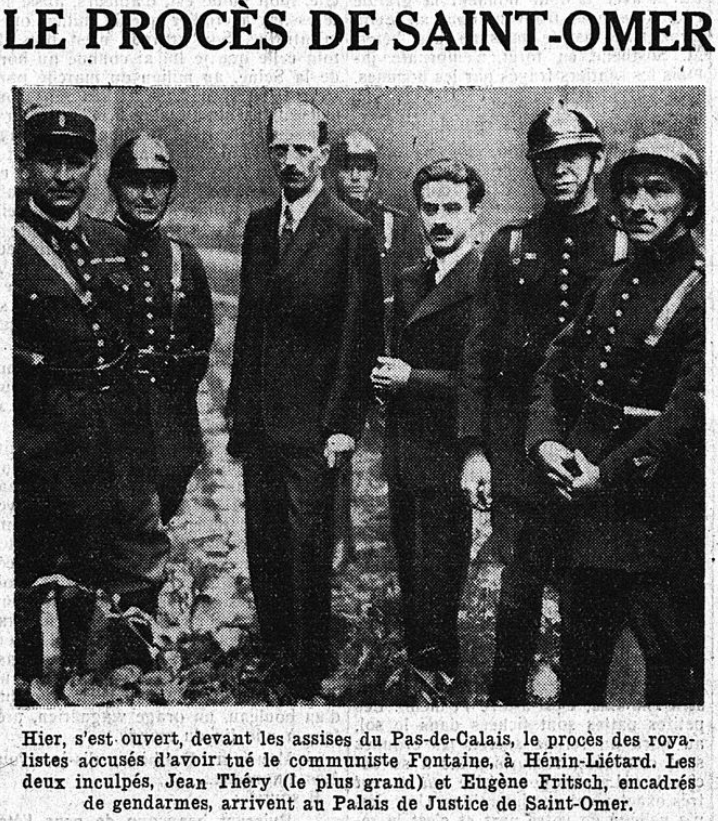
Eugène Fritsch et Jean Théry, Camelots du Roi, devant le Palais de Justice de Saint-Omer.
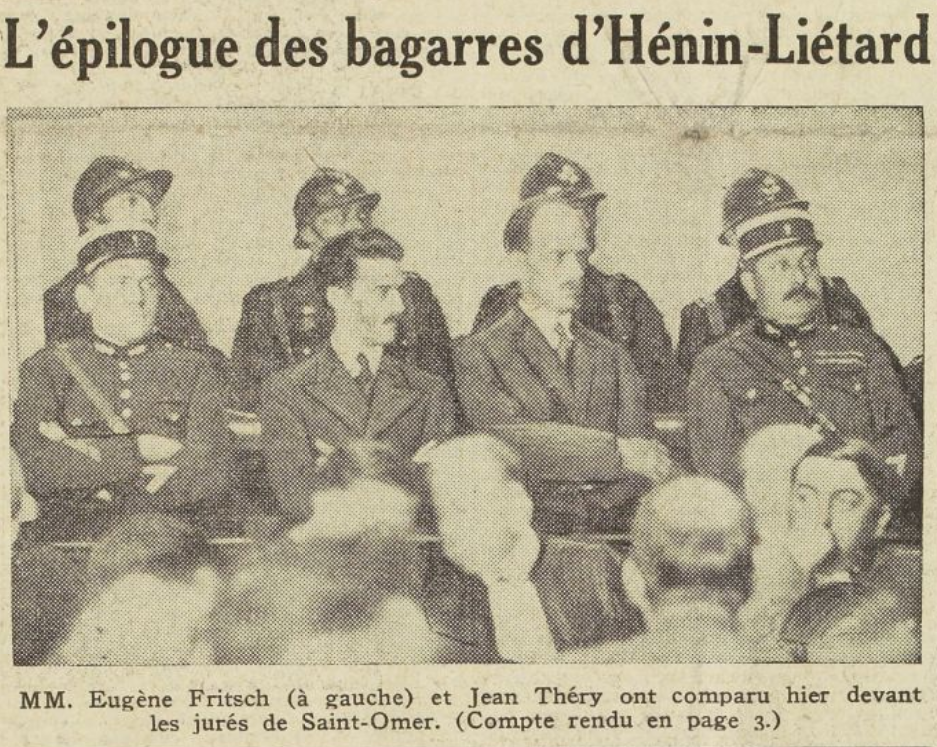
Eugène Fritsch et Jean Théry, Camelots du Roi, devant la cour d’assises de Saint-Omer.

## Postérité
Une plaque commémorative située rue Montpencher à Hénin-Beaumont fait mémoire de la mort de Joseph Fontaine. Un hommage annuel est rendu chaque 11 avril par les sections locales des groupements politiques de gauche,. En 2014, le Front national a discrètement déposé une gerbe pour Joseph Fontaine.